# HD 91942
HD 91942，又名CP-56 3544，SAO 238222、HR 4159，是一颗恒星，视星等为4.45，位于銀經285.49，銀緯0.64，其B1900.0坐标为赤經10h 31m 44.7s，赤緯-57° 0.64′ 23″。